# Рясницыно
Рясницыно — деревня в Киржачском районе Владимирской области России. Входит в состав Кипревского сельского поселения.

## География
Расположена в 10 км на север от центра поселения деревни Кипрево и в 22 км на северо-восток от районного центра города Киржача.

## История
Рясницыно в старину было вотчиной московских патриархов, а потом священного Синода. Церковь здесь существовала в самом начале XVIII столетия, но перед 1728 годом она сгорела. В 1721 году она была построена и освящена в честь Благовещения Пресвятой Богородицы. Каменный храм в селе Рясницыне построен на средства прихожан в 1870 году. Престолов в нем было два: в холодной в честь Благовещения Пресвятой Богородицы, в трапезе теплой в честь Казанской иконы Божьей Матери. Приход состоял из села Рясницына и деревни Вязьмина. В годы советской власти храм был полностью разрушен. В 1905 году числилось 39 дворов.
В конце XIX — начале XX века село входило в состав Андреевской волости Александровского уезда.
С 1929 года деревня входила в состав Жердеевского сельсовета Киржачского района, позднее в составе Кипревского сельсовета.

## Население
| 1859 | 1905 |
| ---- | ---- |
| 167  | 216  |

| 1859 | 1905 | 1926 | 2002 | 2010 | 2021 |
| ---- | ---- | ---- | ---- | ---- | ---- |
| 167  | ↗216 | ↘186 | ↘0   | →0   | ↗1   |

## Достопримечательности
В деревне находится часовня Благовещения Пресвятой Богородицы, построенная в 2012 году на месте бывшего Благовещенского храма.